# Adobe LiveMotion
Adobe LiveMotionはアドビシステムズが開発していたWebコンテンツ、アニメーション作成アプリケーション。

## 概要
Adobe LiveMotionは、2000年にリリースされたAdobe Systemsによって開発、 2000年3月にリリースされたアプリケーション。Webアニメーションおよびインタラクティブ コンテンツ作成ツールとして、まず英語版のみがリリース、その後、正式に日本語化された。
Macromedia Flashの直接の競合製品であり、SWF、FLAをはじめ、QuickTime形式など、多様なフォーマットに書き出すことができた。また、LiveMotionには、After Effectsと同様のインターフェイスとモーションタイムラインがあり、AdobeExchangeファイル形式を使用してファイルを共有する機能も搭載されていた。
しかし、Macromedia Flashとの激しい競争のなか、Adobe GoLive/LiveMotion PACKなどの特別パッケージ販売など、さまざまな方策が打たれるも、その後、メジャーアップデートされることなくラインナップから消えた。
2005年初頭、AdobeとMacromediaは合併を発表。これにより、LiveMotionプロジェクトが終了された。

## バージョン
- 2000年3月6日 Adobe Live Motion（英語版のみ）
- 2002年3月12日 Adobe Live Motion 2.0